# ムハンマド・サファウィ・ラシード
ムハンマド・サファウィ・ビン・ラシード（マレー語: Muhammad Safawi bin Rasid、1997年3月5日 - ）は、マレーシアのサッカー選手。マレーシア代表。タイ・リーグ1・ラーチャブリーFC所属。ポジションはFW。

## タイトル
ジョホール・ダルル・タクジムFC
- マレーシア・スーパーリーグ：2017, 2018, 2019, 2020, 2021[1], 2022
- マレーシアカップ：2017, 2019, 2022
- スルタン・ハジ・アフメド・シャー・カップ：2018, 2019, 2020, 2021, 2022
- ピアラFAマレーシア： 2022